# 弗雷德里克·芬奈爾
弗雷德里克·普特南·芬奈爾（英語：Frederick Putnam Fennell，1914年7月2日—2004年12月7日），美國指揮家，是交響管樂團此一演出形式的先驅，其對美國本土及海外的樂團教學、音樂教育有深厚影響。

## 生平

### 早年生活
芬奈爾生於美國俄亥俄州克里夫蘭市。他在7歲時選擇打擊樂器為他的第一種學習的樂器，在一個稱作康寶·澤克（Camp Zeke）的家族營隊（Family's encampment）裏的鼓號樂隊中擔任鼓手。他在10歲時擁有自己的第一套爵士鼓。在約翰·亞當斯高中（John Adams High School）管弦樂團，芬奈爾演奏定音鼓並擔任指揮。
他在英特洛肯藝術營（Interlochen Arts Camp）裡學習。在1931年被樂團指揮阿爾伯特·奧斯汀·哈丁（Albert Austin Harding）取錄為國家高中管樂團（National High School Band）選任大鼓演奏，這個樂團在當年7月26日被蘇沙（John Philip Sousa）所指揮，並且首演了蘇沙的《北松進行曲》（Northern Pines March）。芬奈爾在17歲時開始於英特洛肯開始指揮工作。
芬奈爾在伊士曼音樂學院分別在1937年與1939年先後完成了學士以及碩士學位，成為了第一位以打擊樂器演奏的完成課程的畢業生。芬奈爾在伊士曼音樂學院有一件相當重要的創舉。他在學生時代為羅徹斯特大學的欖球隊組職了一隻步操樂隊，並且在橄欖球賽非球季時舉辦室內音樂會，長達10年。
1938年，他獲得獎學金，讓他可以在萨尔茨堡莫扎特音乐大学學習。這讓他可以上到威廉·富特文格勒的課程。1942年，芬奈爾在坦格活德的伯克郡音樂中心（Berkshire Music Center）當隨當時波士頓交響樂團的音樂總監謝爾蓋·庫塞維茲基學習指揮，當時的同學有伦纳德·伯恩斯坦、卢卡斯·福斯、以及沃爾特·漢杜。 1948年，他被中心指定為謝爾蓋·庫塞維茲基的助理。第二次世界大戰期間，芬奈爾在联合劳军组织的國家音樂諮詢者（National Musical Advisor）工作。

### 伊士曼管樂合奏團
芬奈爾在1952年從肝炎康復6個星期後，他想出一個新的合奏模式，這就是將典型的管樂團編制轉換到交響樂團的管樂編制。芬奈爾在1952年5月的集合了將近40位演奏者。芬奈爾解釋說：「我選擇學校中最好的學生、最好的獨奏者、還有最好的管樂合奏團演奏者（I chose the best students in the school, and the best solo performers, and the best ensemble players）。」
在1952年9月20日他舉行了伊士曼管樂合奏團的第一次排練，在1953年2月8日第一次指揮合奏團於伊士曼音樂学院的基爾本恩音樂廳（Kilbourn Hall）演出。為了獲得更多演出曲目，芬奈爾寫信給了全世界將近400位作曲家，邀請他們為這個新的合奏團作曲。第一位回應的作曲家是澳洲的珀西·格蘭傑（Percy Grainger），接下來是美國的文森特·佩尔西凯蒂以及英國的佛漢·威廉斯（Ralph Vaughan Williams）。

### 錄音
不管是伊士曼管樂合奏團、東京佼成管樂團、還是其它樂團，芬奈爾錄製了相當多的管樂曲示範專輯。他成為了美國最多錄音的指揮。
芬奈爾在1978年4月4日至4月5日於美國跟得勒克唱片（Telarc）及克里夫蘭管樂團（Cleveland Symphonic Winds）錄製第一個交響數碼錄音，樂曲包括霍爾斯特（Gustav Holst）的第一及第二軍樂隊組曲（First and Second Suites for Military Band）。

### 後伊士曼時期
芬奈爾博士在1962年至1964年於明尼阿波利斯交響樂團（Minneapolis Symphony Orchestra）（現在的明尼蘇達管弦樂團）擔任音樂總監。1965年9月，他成為邁阿密大學交響樂團指揮，他也在那裡建立管樂團。1974年至1975年他擔任邁阿密愛樂樂團（Miami Philharmonic）的指揮。他也擔任英特洛肯藝術學院（Interlochen Arts Academy）以及達拉斯管樂團的客席指揮。1984年在東京佼成管樂團團員邀請下，擔任了東京佼成管樂團的指揮，在1996年被該團委任為桂冠指揮。

### 去世
芬奈爾於2004年12月7日在美国佛羅里達州午休礁家中去世，終年90歲。

### 獎項及榮譽
芬奈爾於1988年由伊士曼音樂學院接受了名譽博士學位，並於1990年入選了國家管樂協會傑出指揮名人堂（National Band Association Hall of Fame of Distinguished Band Conductors）。芬奈爾亦加入了披·慕·阿爾法交響兄弟會（Phi Mu Alpha Sinfonia）。
2006年4月4日，英特洛肯藝術中心（Interlochen Arts Centre）音樂藝術和學術圖書館開幕，圖書館以芬奈爾和他的妻子（Elizabeth Ludwig Fennell）的名字命名，以作記念 。

## 外部連結
- Roger E. Rickson (1993) Ffortissimo: a Bio-Discography of Frederick Fennell: the First Forty Years, 1953 to 1993, (Ludwig Music, Inc., publisher) ISBN 1-57134-000-9
- Robert Simon (2004)  book A Tribute to Frederick Fennell (GIA Publications) ISBN 1-57999-472-5.

| 前任者： 無 (首任) | 伊士曼管樂合奏團指揮 1952–1961 | 繼任者： 克拉德·努拿 |

| 前任者： 平井哲三郎 | 東京佼成管樂團指揮 1984–2000 | 繼任者： 道格拉斯·博斯托克 |